# Натаніель Бузолік
Натаніель Бузолік (англ. Nathaniel Buzolic, 4 серпня 1983, Сідней) — австралійський актор і телеведучий. Широку популярність здобув завдяки ролі Кола Майклсона в Щоденники вампіра (2011—2013) і телесеріалі «Первородні» (2013—2018).

## Біографія
Прізвище Бузоліч — хорватське, і він сам вимовляє своє прізвище саме так. Натаніель Бузоліч народився в Сіднеї в 1983 році. У його сім'ї хорватські і німецькі корені, але сам він австралієць в першому поколінні. Ріс у небагатій сім'ї, ведучи домашнє господарство з єдиною і відданою мамою. Натаніель з ніжністю розповідає про матір і зізнається, що одні з найбільш трепетних його спогадів про дитинство пов'язані саме з нею. Згадує, як «красуня мама» водила його на практику, на репетиції 6 днів на тиждень, для того, щоб він міг йти за своїми мріями. Акторська професія не була мрією юного Бузолича, він займався баскетболом, але дістав важку травму і з мрією про професійну баскетбольну кар'єру довелося попрощатися. Саме під час свого тривалого відновлення Натаніель відкрив для себе акторську гру.
2007 року здобув ступінь з маркетингу в Університеті Західного Сіднея. В даний час живе в Атланті, США.

## Особисте життя
Натаніель — Християнин.
Підтримує Україну.

## Кар'єра
З 1998 по 2001 рік Натаніель Бузоліч навчався акторської майстерності при Австралійському театрі юних акторів (англ. Australian Theatre for Young People) (ATYP) в Сіднеї. За порадою свого шкільного вчителя драми Натаніель вирушив на прослуховування в ATYP і виграв стипендію, з цього і почалася його професійна кар'єра.
1998 року Натаніель уперше взяв участь у зйомках — у дитячому шоу студії Disney. У 2000 році був танцюристом у шкільних постановках при церемоніях відкриття і закриття Сіднейських Олімпійських ігор.
2001 року дістав свою першу справжню роль у кіно, зігравши невелику роль у фільмі «Водяні щури». З 2001 по 2004 рік навчався в Школі кіно і телебачення Screenwise. Спробував себе як телеведучий власного вечірнього ігрового шоу «Монетний двір» на телеканалі Nine Network. Він також був співавтором популярної освітньої програми «Weather Ed» на австралійському каналі погоди.
Але по-справжньому прославився актор завдяки своїй ролі Пола О'Доннера в популярній мильній опері «Як грім серед ясного неба» (англ. Out of the Blue) (2008) каналу BBC.
Також відомий своїми ролями в серіалах : «Всі святі» (1988–2009), «Щоденники вампіра», «Додому і в дорогу» (1988), «Адвокати» (2011).
Його перша головна роль була у фільмі Морський берег Девіда (англ. Offing David) (2008). Раніше у нього були другорядні ролі в «My Greatest Day Ever» (2007) і «Road Rage» (2007).

## Фільмографія
| Фільмографія | Фільмографія                  | Фільмографія                 | Фільмографія    | Фільмографія        |
| Рік          | Назва                         | Оригінальна назва            | Роль            | Примітки!           |
| ------------ | ----------------------------- | ---------------------------- | --------------- | ------------------- |
| 1998—2009    | Всі святі                     | All Saints                   | Деймон Лойд     |                     |
| 2001         |                               | Water Rats                   |                 | Телесеріал          |
| 2002         | Додому і в дорогу             | Home and Away                | Пол Чалмерс     | 1 епізод            |
| 2005         |                               | Dirty Deeds                  |                 | Фільм               |
| 2007         | Ярость на дорозі              | Road Rage                    | Молодий водій   | Фільм               |
| 2007         |                               | My Greatest Day Ever         | Тренер          | Короткий фільм      |
| 2008         |                               | Offing David                 | Девід           | Фільм               |
| 2008         | Як грім посеред ясного неба   | Out of the Blue              | Пол О'Доннелл   | Головна роль        |
| 2009         |                               | Multiple Choice              | Томмі           | Короткий фільм      |
| 2010         | Поліцейські: локальна команда | Cops L.A.C.                  | Джахрайд        | 1 епізод            |
| 2010         | Голка                         | Needle                       | Раян            | Фільм               |
| 2011         | Адвокати                      | Crownies                     | Джессі Мейнджор | 1 епізод            |
| 2012—2014    | Щоденники вампіра             | The Vampire Diaries          | Кол Майклсон    | Періодична роль     |
| 2013—2018    | Первородні                    | The Originals                | Кол Майклсон    |                     |
| 2014—2015    | Милі ошуканки                 | Pretty Little Liars          | Дін Ставрос     | Періодична роль     |
| 2014         | Надприродне                   | Supernatural                 | Девід Лесітер   | 1 епізод            |
| 2014         | Первородні: пробудження       | The Originals: The Awakening | Кол Майклсон    | Вебсеріал 4 епізоди |
| 2015         | Кістки                        | Bones                        | Хантер Еліс     | 1 епізод            |
| 2015         | Важна мама                    | Significant Mother           | Джиммі Барнес   | Головна роль        |
| 2016         | З міркувань совісті           | Hacksaw Ridge                | Гарольд Дос     | Фільм               |
| 2019         | Врятувати Зої                 | Saving Zoë                   | Джейсон         | Фільм               |
| 2020         | Глибоке синє море 3           | Deep Blue Sea 3              | Річард Лоуелл   | Фільм               |